# Roger Cross
Roger R. Cross (Christiana, Jamaica; 19 de octubre de 1969) es un actor de cine y de televisión canadiense de origen jamaicano.

## Vida y carrera
Nacido en Christiana, en la parroquia de Mánchester (Jamaica), es el cuarto de cinco hermanos y a los once años se trasladó a Canadá, donde se graduó en aviación.
Ha participado en series como The X-Files, Sliders, Taken, Stargate SG-1, Los inmortales,Continuum Relic Hunter, Los 4400, Star Trek o First Wave; y en películas como x2, Las crónicas de Riddick, Enemigos Ecks vs. Sever y Beautiful Joe.
En 2005 se unió al equipo de la serie 24 interpretando al personaje Curtis Manning. En 2006 apareció en la película de Oliver Stone World Trade Center y en 2014 apareció como recurrente en la serie de televisión The Strain, interpretando el papel de Mr. Fitzwilliams.

## Filmografía (Selección)

### Películas
- 1993: Milagro en la autopista
- 1995: Maltratada
- 1997: Liberad a Willy III: El Rescate, en España
- 1997: Alerta total
- 1999: Doble culpa
- 1999: Aftershock: Earthquake in New York
- 2002: Alpha Force
- 2004: Las crónicas de Riddick
- 2008: Ultimátum a la Tierra
- 2008: Tormenta magnética
- 2017: Liga de la Justicia Oscura
- 2019: Narco Soldiers
- 2024: Wanted Man

### Series
- 1994-1998: Expediente X
- 1998-2001: First Wave
- 2002: Taken
- 2005-2007: 24
- 2014-2015: The Strain
- 2015-2017: Dark Matter